# 中川和之
中川和之（なかがわ かずゆき、1982年6月6日 - ）は、山口県下関市出身のプロバスケットボール選手。ポジションはポイントガード。身長181cm、体重81kg。バスケットボール選手中川直之の双子の弟である。学校法人創志学園で岡山県岡山市にあるIPU・環太平洋大学女子バスケットボール部監督を務めたのち、長崎にてU12＆U15男女クラブチーム「DIVER CATS NAGASAKI」を設立した。

## 来歴

### 生誕 - 中学校
山口県下関市に3人兄弟の末っ子として生まれる。小学校3年生9歳の時に長男の友人の誘いから双子の兄、中川直之と共にバスケットを始める。小学校時代は、直之と共にバスケットに明け暮れた毎日を送る。中学校は、双子の兄、直之と共に下関市立東部中学校に入学。中学2年生時に都道府県対抗バスケットボール大会に出場しベスト8。翌年の中学校3年生時にも同大会に出場しベスト8まで勝ち上がり、優秀選手賞を受賞。この年全国中学校バスケットボール大会にも出場して準優勝し、優秀選手賞に選出。全国に「中川兄弟」の名前を知らしめる。

### 高校
豊浦高校に兄と共に入学。1年生時から兄と共に試合に出場し、その群を抜いたドリブルとボールハンドリング、1対1やパスで、周りの人々の目を奪った。
1年生時のインターハイでベスト16に入ると、その後の国体メンバーにも選出され、ウィンターカップにも出場。
2年生時にはNIKE BASKETBALL CAMPにおいて日本人で唯一ベスト5に選出された。3年生時の同CAMPでは兄弟揃ってベスト5に選出されている。高校時代は全国大会ベスト8の壁を破れず。

### 大学
大学も兄と共に専修大学に進学。ここで才能が開花し、2年生時に関東大学新人戦で初優勝し最優秀選手賞を受賞。この年のインターカレッジでは青木康平らと共に初優勝を果たし優秀選手賞を受賞。専修大学男子バスケットボール部を創部57年目にして悲願の大学チャンピオンへ導いた。3年生時には関東大学リーグ戦で初優勝。4年生時は学生日本代表のキャプテンを務めた。この年のインターカレッジでは決勝で慶應義塾大学に敗れたものの敢闘賞を受賞。その翌日に渡米する。

### 渡米
インカレ決勝翌日に渡米した2004年は、独立リーグABAのロングビーチ・ジャムに入団。日本バスケ史上初の在学中のプロ選手となった。このシーズン途中にNBAフェニックス・サンズに所属していた田臥勇太も加わりチームメイトになった。2005年、日本代表メンバーに選出されジョーンズカップに出場。同年、トルコで開催されたユニバーシアード競技大会に出場し16位に終わった。その後、ニューヨークに本拠地を置くABAハーレム・ストロングドッグスに所属し、日本人史上初となるABAオールスター選手に選出されるなど活躍した。シーズン終了後、トライアウトから春季リーグUSBLのブルックリン・キングスと契約。ブルックリンでのホーム初戦で20得点をあげる活躍をして会場を沸かせた。2006年10月、NBADLのアイダホ・スタンピードのトライアウトを受けた当時は英語が話せず、語学力を理由に不合格にされる。

### bjリーグ
2007年、bjリーグの高松ファイブアローズにアーリーチャレンジ制度で入団。ファイナルに進出し準優勝する。シーズン後のドラフトでは福岡から参入するライジング福岡よりドラフト1巡目指名を受ける。高松ファイブアローズでのシーズン終了後に再渡米し迎えたブルックリン・キングスでの2シーズン目はスターティングポイントガードとして活躍。チームをファイナル進出に導き準優勝する。リーグ終了後、ライジング福岡と選手契約。契約満了後も優先交渉権は残っていたが、2008年いっぱいで放棄。それに伴い高松ファイブアローズに復帰。

### JBL
2008－09シーズン終了後に高松ファイブアローズを退団し、JBLの三菱電機ダイヤモンドドルフィンズに移籍。2011-2012シーズンにJBLオールスター選出。

### NBL
2013年、新規参入チームのつくばロボッツに移籍。2013-2014シーズン、2014-2015シーズンにNBLオールスター選出。

### Bリーグ
2016年、アースフレンズ東京Zに移籍。2017-2018年シーズン途中の2月7日に現役を引退し、13年のプロキャリアに幕を降ろした。

### 指導者として
2018年3月、岡山県岡山市にあるIPU・環太平洋大学女子バスケットボール部監督に就任、2024年まで務めた。

### U12＆U15男女クラブチームを設立
IPU・環太平洋大学の女子バスケットボール部監督を退任後、2024年4月、長崎にて「世界へ翔び立てDIVER CATS！」「日本のバスケを世界のエリートクラスに！」を合言葉に【DIVER CATS NAGASAKI】を設立し活動に入った。

## 記録
| シーズン | チーム   | GP | GS | MPG  | FG%  | 3P%  | FT%  | RPG | APG | SPG | BPG | TO  | PPG  |
| -------- | -------- | -- | -- | ---- | ---- | ---- | ---- | --- | --- | --- | --- | --- | ---- |
| 2006-07  | 高松     | 11 |    | 25.2 | .527 | .491 | .583 | 2.1 | 2.2 | 1.9 | 0   | 1.0 | 11.9 |
| 2007-08  | 福岡     | 9  |    | 24.1 | .475 | .412 | .714 | 2.3 | 2.0 | 1.1 | 0   | 1.0 | 9.1  |
| 2008-09  | 高松     | 28 |    | 31.3 | .422 | .402 | .908 | 3.7 | 3.5 | 2.1 | 0   | 1.5 | 12.6 |
| 2009-10  | 三菱電機 | 42 |    | 24.6 | .383 | .373 | .800 | 2.0 | 2.7 | 1.1 | 0   | 2.4 | 6.5  |
| 2010-11  | 三菱電機 | 36 |    | 19.5 | .427 | .392 | .790 | 1.7 | 1.7 | 0.6 | 0.1 | 1.3 | 5.5  |
| 2011-12  | 三菱電機 | 36 |    | 24.7 | .342 | .306 | .724 | 2.6 | 2.6 | 0.6 | 0.2 | 2.1 | 6.0  |
| 2012-13  | 三菱電機 | 42 |    | 19.5 | .344 | .314 | .667 | 2.1 | 2.1 | 0.5 | 0   | 1.1 | 4.2  |
| 2013-14  | つくば   | 43 |    | 26.3 | .297 | .271 | .771 | 2.6 | 3.2 | 0.8 | 0.0 | 1.5 | 7.1  |

## 人物
近しい関係者が言うには非常に努力の人であり、センスよりも反復練習によって実力を発揮するタイプであると言われている。
どれだけ出世しても自分がお世話になった人への深い尊敬の念を忘れない、「礼に始まり、礼に終わる」というスポーツマンとして基本的かつ模範的な姿勢を貫いている。高松ファイブアローズを退団するにあたっても非常に丁寧なコメントを残している。
三菱電機ダイヤモンドドルフィンズに移籍が決まった同時期にNBADLのトライアウト合格を知らされるが「3度も声をかけてくれたチームを断れない」という理由でアメリカ挑戦を断念した。
幼少期より自他共に認める大の猫好きである。子供のころ家族の反対にあいながらも何度か拾ってきて育てたが、育て方が判らなかったために逃げてしまったり亡くしてしまっていた。初の渡米の際は語学不足から現地での生活において精神的に苦難していたのだが、利用していたコインランドリーで野良猫に出会い、その猫の相手をしていたところ現地の人に声を掛けられ四苦八苦しながらも会話が成立したことが励みとなり、「猫のお陰で救われた」と言わしめるほど語学力が進み、現地でのチームとのコミュニケーション不足を払拭でき彼の在米生活を支えた。
帰国後、IPU・環太平洋大学の女子バスケットボール監督就任後に立ち寄ったBARにてそこで飼われていた猫に出会い、足繁く通ううちに縁あってその店のマスターが行っていた保護猫活動の子猫を引き受けた。「みる」と名付けられた子猫は渡米時に出会った野良猫と毛柄が同じで、後に「かる」という弟分の保護猫と共に彼を表すマスコットとなっている。SNSには愛猫専用のアカウントもありほぼ毎日更新されている。